# Apollo–Soyuz
Apollo–Soyuz (Аполлон–Союз) foi uma missão conjunta do Projeto Apollo e do programa espacial soviético que efetuou uma acoplagem em órbita da Terra de uma espaçonave dos Estados Unidos com uma da União Soviética.
O propósito principal desta missão era simbólico, integrante da política da détente da época, que visava a melhorar as relações entre as duas superpotências, o que começava a acontecer naquele período da Guerra Fria, e colocar um fim nas tensões da corrida espacial.

## Tripulações

### Apollo

#### Principal
| Posição                       | Astronauta               |
| ----------------------------- | ------------------------ |
| Comandante                    | Thomas P. Stafford       |
| Piloto do Módulo de Comando   | Vance D. Brand           |
| Piloto do Módulo de Acoplagem | Donald K. "Deke" Slayton |

#### Reserva
| Posição                       | Astronauta      |
| ----------------------------- | --------------- |
| Comandante                    | Alan L. Bean    |
| Piloto do Módulo de Comando   | Ronald E. Evans |
| Piloto do Módulo de Acoplagem | Jack R. Lousma  |

### Soyuz

#### Principal
| Posição           | Astronauta        |
| ----------------- | ----------------- |
| Comandante        | Alexei A. Leonov  |
| Engenheiro de Voo | Valeri N. Kubasov |

#### Reserva
| Posição           | Astronauta               |
| ----------------- | ------------------------ |
| Comandante        | Anatoli V. Filipchenko   |
| Engenheiro de Voo | Nikolai N. Rukavishnikov |

## A missão
Esta foi a única missão do Programa de Testes Apollo–Soyuz a ser executada. Os astronautas da Apollo eram Thomas Stafford, Vance Brand e Donald Slayton. Os cosmonautas da Soyuz 19 eram Alexei Leonov e Valeri Kubasov. Além de experiências científicas diversas, as tripulações visitaram as duas naves ligadas, trocando presentes, flâmulas e sementes de cada pais, a serem plantadas no outro.
A missão Apollo 18 fez uso do foguete Saturno IB, menos potente e mais barato que o Saturno V, pois era uma missão com pequena carga em órbita terrestre.
A Apollo 18 decolou em 15 de julho de 1975 e acoplou no espaço com a Soyuz 19, que havia sido lançada de Baikonur no mesmo dia, em 17 de julho de 1975, retornando em 24 de julho de 1975. A nave soviética retornou dia 21 de julho.
Este foi o último voo usando a espaçonave Apollo. Levaria duas décadas para outro encontro entre um veículo Norte americano e uma estação espacial russa no espaço, em 29 de junho de 1995 no Programa Shuttle-Mir.
A expressão "Apollo 18" também designa uma missão lunar Apollo cancelada, depois que as verbas do programa na NASA foram cortadas pelo Congresso dos Estados Unidos, impedindo a continuidade da exploração da Lua e fazendo com que a Apollo 17 fosse a última missão a pousar no satélite, em 1972.

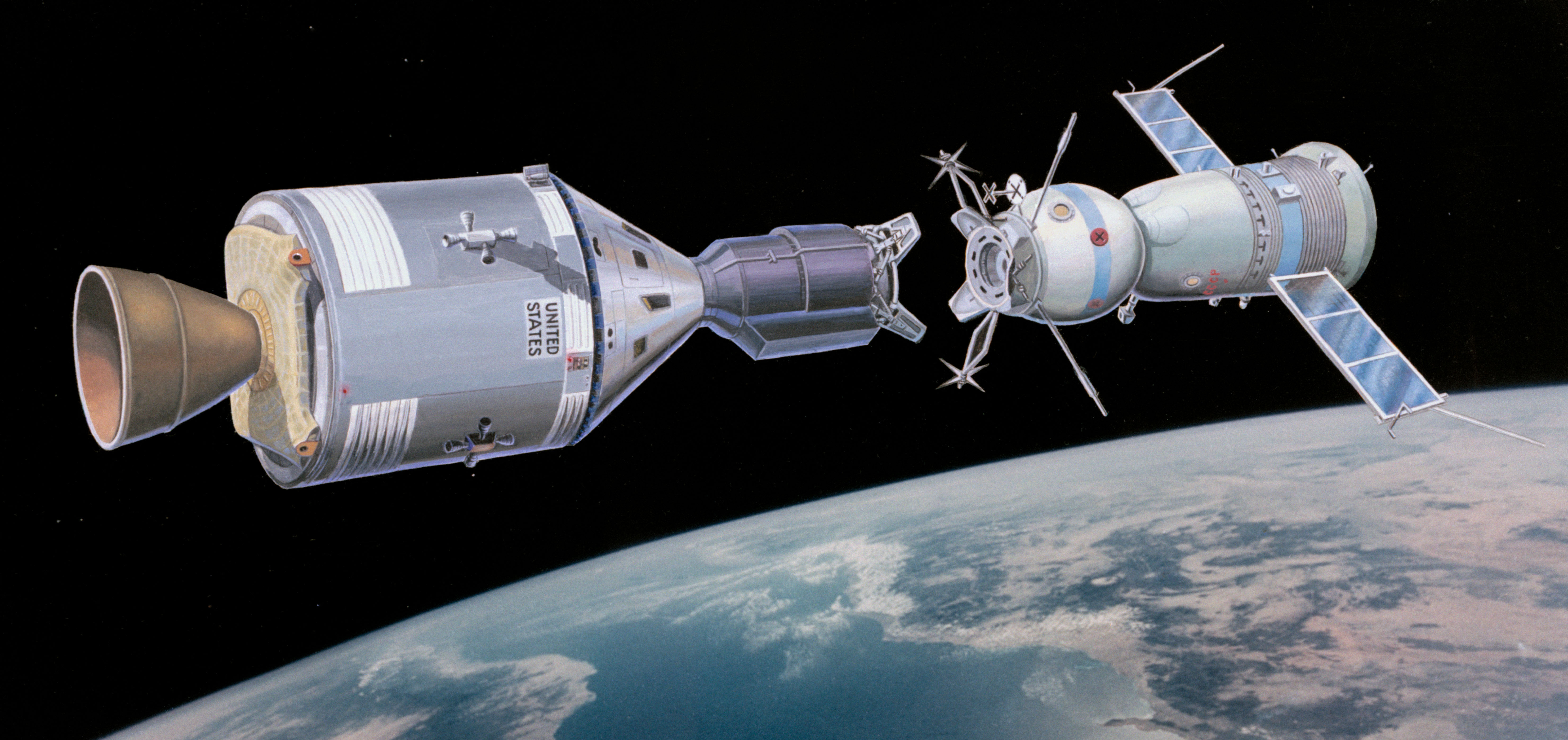
Desenho artístico do acoplamento.